# Afega
Afega è un villaggio delle Samoa, situato nell'isola di Upolu, nel distretto di Tuamasaga.